# Władimir Minorski

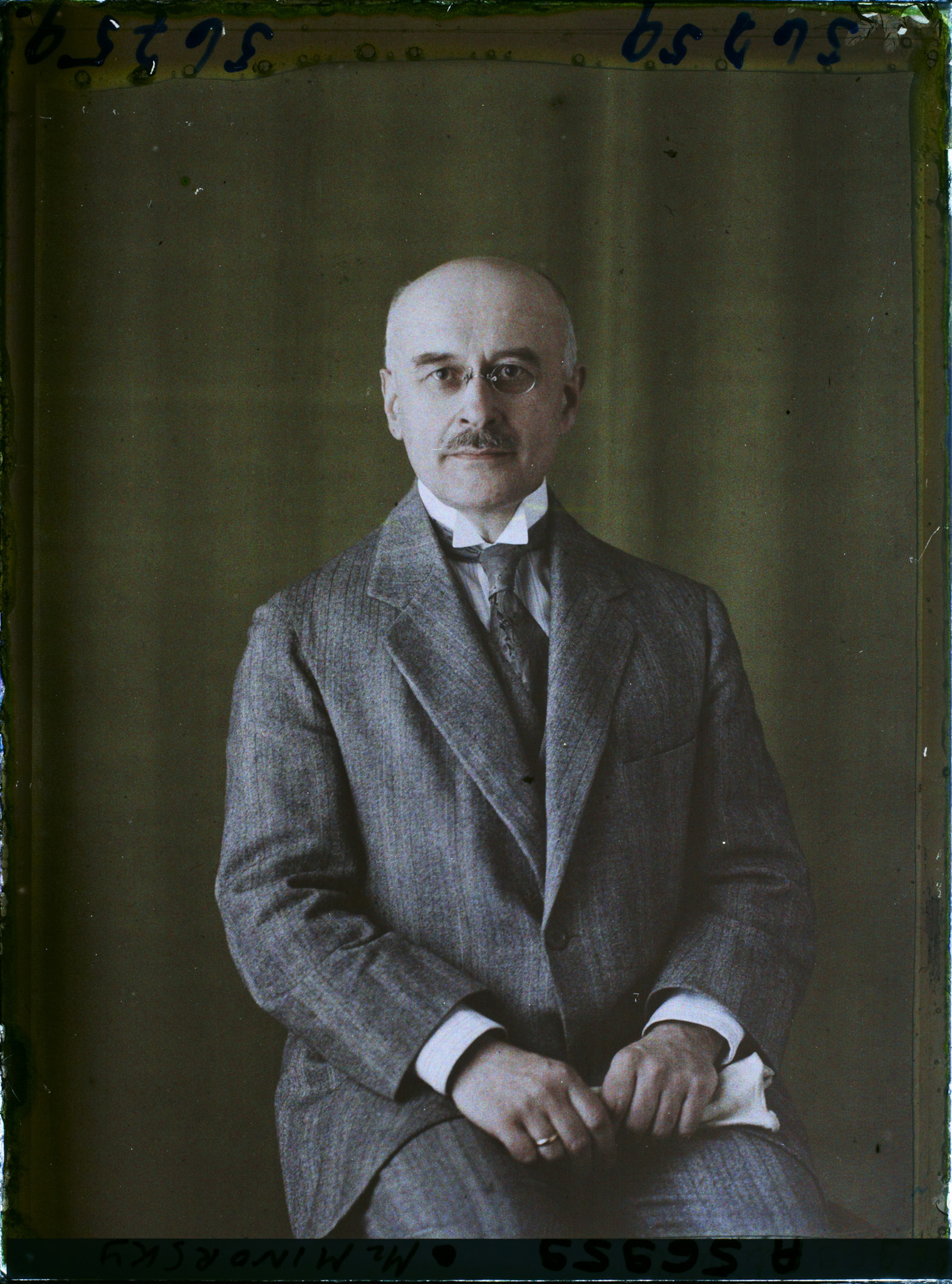
Władimir Minorski (1928)

Władimir Minorski (ur. 5 lutego 1877 w Korczewie, zm. 25 marca 1966 w Cambridge) – rosyjski historyk-orientalista, specjalizujący się głównie w dziejach ludów irańskich, częściowo także tureckich.

## Życiorys
Po ukończeniu liceum ze złotym medalem studiował w latach 1896–1900 prawo na Uniwersytecie Moskiewskim, po czym przez 3 lata uczył się jeszcze języków wschodnich i historii Bliskiego Wschodu w Łazarewskim Instytucie Języków Orientalnych, planując karierę dyplomatyczną w krajach Wschodu. Wyprawa do Persji w czasach studenckich (lato 1902) ukierunkowała jego zainteresowania na ludy irańskie. W 1903 podjął pracę w ministerstwie spraw zagranicznych i wkrótce potem, w latach 1904–1908 pełnił funkcję rosyjskiego konsula generalnego w Tebryzie. Lata 1911–1914 ponownie spędził w Persji, głównie uczestnicząc w pracach brytyjsko-turecko-rosyjsko-perskiej komisji ustalającej przebieg granicy między Turcją a Persją. W okresie tym przejechał wielkie połacie Persji, co miało istotne znaczenie dla poznania geografii tego kraju, a ponadto poznał osobiście wielu Kurdów, od których nauczył się języka kurdyjskiego. W podróżach i pracy towarzyszyła Minorskiemu poślubiona w 1913 żona, Tatiana Szczebunina.
Rewolucja Październikowa położyła kres karierze dyplomatycznej Minorskiego. Wraz z żoną osiedlił się teraz w Paryżu, gdzie opublikował szereg artykułów w gazetach i czasopismach oraz wiele ekspertyz dotyczących sytuacji politycznej na Bliskim Wschodzie i Kaukazie. W 1923 podjął wykłady z filologii perskiej i tureckiej oraz z historii tych ludów w École Nationale de Langues Orientales Vivantes. Tym samym rok 1923 stał się datą graniczną w jego życiu – dyplomata przedzierzgnął się w uczonego.
Podjęcie się funkcji sekretarza międzynarodowej wystawy sztuki perskiej w Londynie w 1930 r. rozpoczęło związki Minorskiego z Wielką Brytanią, w której przyjdzie mu spędzić pozostałe 34 lata życia. Na zaproszenie School of Oriental Languages Minorski w 1932 r. podjął się prowadzenia tam wykładów i rzeczywiście prowadził je potem aż do emerytury, na którą przeszedł w wieku 67 lat w 1944 roku.
Ponieważ w początkach II wojny światowej Szkoła była częściowo ewakuowana do Cambridge, przeniósł się tam i Minorski. Cambridge przypadło mu tak bardzo do gustu, że postanowił się tam osiedlić na stałe po przejściu na emeryturę i faktycznie od 1944 r. do śmierci mieszkał w Cambridge z wyjątkiem tylko jednego roku (1948–1949), kiedy to był visiting professor w Kairze. Okres pobytu w Cambridge był czasem szczególnej płodności publikacyjnej Minorskiego.
Do końca życia Minorski pozostał patriotą rosyjskim. Po jego śmierci (1966) żona przewiozła w 1969 prochy zmarłego do Rosji, gdzie złożono je na cmentarzu Klasztoru Nowodziewiczego w Moskwie – cmentarzu zarezerwowanym dla wybitnych uczonych, artystów, muzyków i pisarzy.

## Praca i osiągnięcia naukowe
Dorobek publikacyjny Minorskiego otwiera wydany przezeń jeszcze w okresie studiów rosyjski przekład pracy doskonałego semitysty niemieckiego Theodora Nöldeke pt. Die semitischen Sprachen – eine Skizze (Moskwa 1903). Przekładów z fachowymi komentarzami nie porzucił Minorski i w późniejszych latach – jeszcze w wieku 80 lat wyda tłumaczenie XV-wiecznej kroniki perskiej.
Łącznie bibliografia Minorskiego obejmuje ponad 200 pozycji, wśród nich 11 monografii książkowych. Od strony technicznej wielką pomocą była mu przez lata żona, która cierpliwie przepisywała po kilka razy poszczególne rozdziały na różnych etapach pracy i sporządzała do książek indeksy obejmujące nieraz 4–5 tys. haseł.
Pod względem stylu pracy Minorski bardzo przypominał Josefa Markwarta, a mianowicie poprzez łączenie filologicznej pracy na tekście z poznaniem historyczno-geograficznym i etnologicznym. Podejmował także tematy literackie, jak studia nad poematem o miłości królowej Vis, żonie króla Merwu do jej szwagra imieniem Rāmin.
Nie ograniczał się przy tym do świata irańskiego, bowiem poczynając od 1938 wydawał też serię (łącznie 11 pozycji) artykułów o organizacji administracyjnej i wojskowej dawnych plemion turkmeńskich. Wcześnie też, bo już w 1906 zebrał pierwsze w świecie materiały o języku chaładżskim (opublikował je dopiero w 1940) – osobliwym idiomie turkijskim w Iranie, którego bliższym zbadaniem zajmie się dopiero językoznawca niemiecki Gerhard Doerfer około pół wieku później.

## Stosunek władz sowieckich
Interesującą rzeczą jest, że Minorski nie został (tak jak szereg innych rosyjskich uczonych, którzy opuścili Rosję po Rewolucji Październikowej) napiętnowany przez władze, mimo że jako były dyplomata carski, który de facto uciekł z kraju w czasie Rewolucji, jak najbardziej nadawał się właśnie do napiętnowania. Świadczy o tym zarówno fakt, że był powszechnie cytowany, a jego nazwisko umieszczono również w słowniku turkologów rosyjskich autorstwa A. N. Kononova (zob. poniżej: Bibliografia), jak i ta okoliczność, że w 1960 został zaproszony przez Akademię Nauk ZSRR do udziału w 23. Międzynarodowym Kongresie Orientalistycznym w Moskwie, gdzie witano go z wszelkimi honorami.